# Любовные стрелы

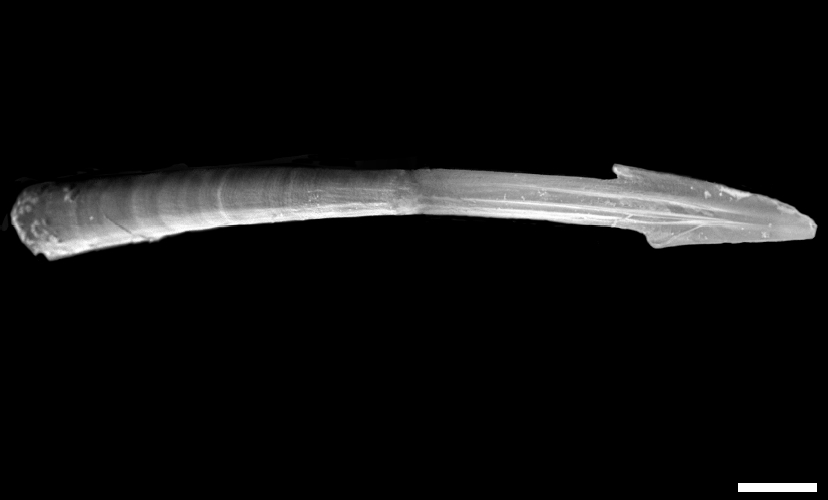
Любовная стрела улитки Monachoides vicinus. Масштабная линейка — 0,5 мм.

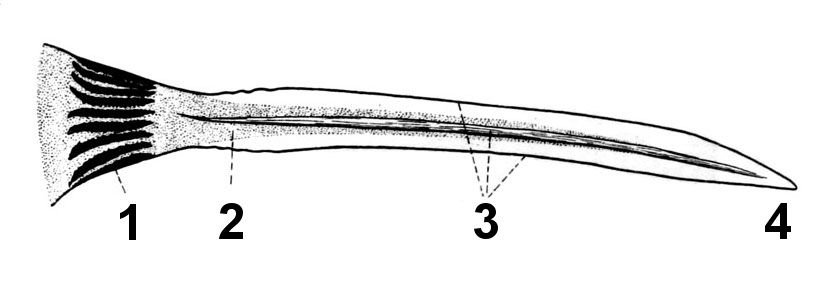
Любовная стрела виноградной улитки (Helix pomatia).

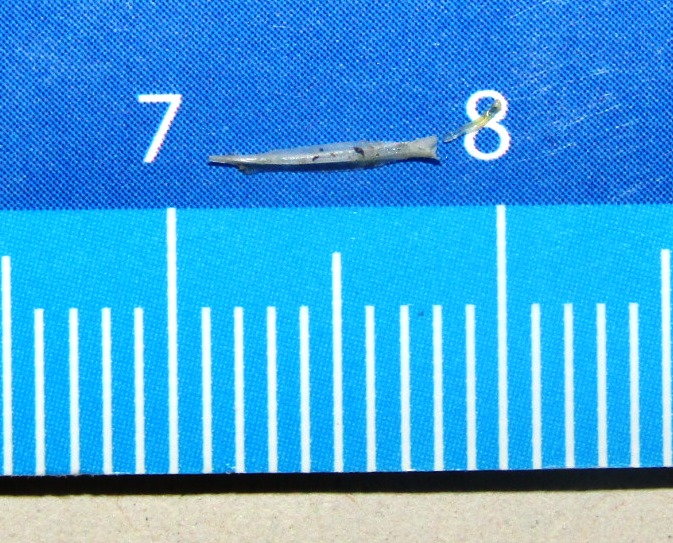
Любовная стрела Cornu aspersum. 7 мм.

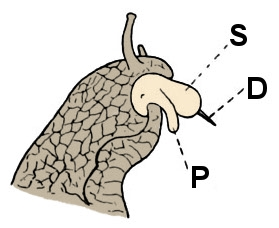
Строение головы виноградной улитки (Helix pomatia) до спаривания, показывающее вывернутый пенис, и мешочек любовных стрел в процессе укалывания ими.
S — мешочек стрел (bursa telae)
D — любовная стрела
P — пенис.

Любовные стрелы (Gypsobelum) — острые арагонитовые или хитиновые иголочки или пластинки некоторых наземных гермафродитных улиток и слизней, которыми они пронзают полового партнера перед копуляцией. Длина от 1 до 30 мм.

## Описание
Твёрдые острые иголочки или пластинки, состоящие из арагонита (одной из кристаллических форм карбоната кальция, CaCO3) или из хитина. Арагонит входит в состав перламутрового слоя раковин многих видов моллюсков. «Любовные стрелы» расположены в особом мускульном мешочке, расположенном возле семяприёмника и который открывается в половую клоаку. В период спаривания эта структура (мешочек) со стрелами выворачивается наружу, а затем «стрелы» выходят из половых органов и впиваются в тело партнёра (в дальнейшем они растворяются, не причиняя моллюскам никакого вреда). После этого улитки соединяют половые органы.
Длина любовных стрел у крупных слизней может достигать 30 мм, а у мелких улиток — около 1 мм. Как правило, размер стрел не превышает 5 мм, но они существенны по сравнению с общим размером животного.

### Карбонатные стрелы
Стрелы, состоящие из карбоната кальция, обнаружены у ограниченного числа семейств лёгочных брюхоногих моллюсков из состава Stylommatophora.
Большинство этих семейств представляют наземных улиток из надсемейства Helicoidea: Helicidae, Bradybaenidae, Helminthoglyptidae, Hygromiidae, Humboldtianidae (ранее в составе Hygromiidae).
Карбонатные стрелы также обнаружены в семействе Zonitidae из надсемейства Zonitoidea, и в одном семействе слизней, Philomycidae из надсемейства Arionoidea.
Слабокальциевые[прояснить] стрелы обнаружены в семействе Urocyclidae из надсемейства Helicarionoidea.

### Хитиновые стрелы
Хитиновые любовные стрелы встречаются у лёгочных улиток в семействах Ariophantidae (из надсемейства Helicarionoidea), Helicarionidae (из надсемейства Helicarionoidea), Vitrinidae (из надсемейства Limacoidea) и у слизней в семействе Parmacellidae (из надсемейства Parmacelloidea).
В составе древней клады Безраковинные (подотряд Systellommatophora) хитиновые стрелы найдены у лёгочных морских слизней в семействе Onchidiidae в надсемействе Onchidioidea.

## Функции
Любовные стрелы известны науке несколько столетий, однако их функция остаётся до конца не проясненной, кроме того предположения, что они стимулируют процесс копуляции. Было также высказано предположение, что стрелы могут быть своеобразным «свадебным подарком» кальция для выбранного партнёра. Эти теории оказались неверными; недавние исследования привели биологов к новому пониманию функции любовных стрел, согласно которому они используются мужским компонентом (улитки — гермафродиты) для манипулирования коллекции спермы женского компонента, тем самым увеличивая своё отцовство.

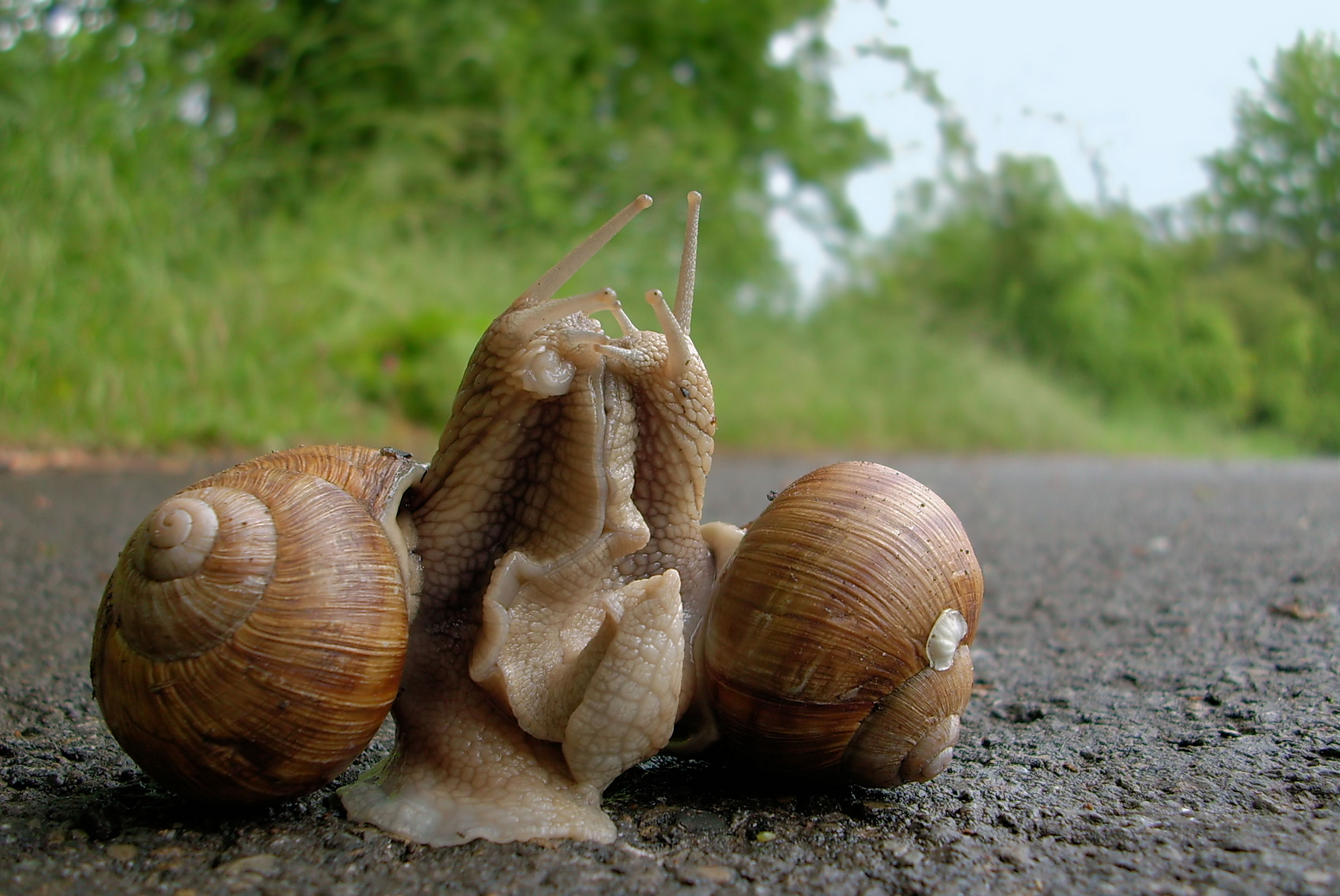
Спаривание у виноградной улитки, Helix pomatia.

## Разнообразие структур
|  |  |  |  |

|  |  |  |  |

## Видовое разнообразие

#### Helicidae
| Форма любовных стрел | Вид моллюсков                       | Ссылки                         |
| -------------------- | ----------------------------------- | ------------------------------ |
|                      | Arianta arbustorum                  |                                |
|                      | Cepaea hortensis (SEM)              |                                |
|                      | Cepaea nemoralis                    |                                |
|                      | Chilostoma cingulatum (SEM)         |                                |
|                      | Chilostoma glaciale                 |                                |
|                      | Chilostoma planospira               |                                |
|                      | Eobania vermiculata                 |                                |
|                      | Helicigona lapicida                 |                                |
|                      | Helix aperta = Cantareus apertus    |                                |
| (фото)               | Cornu aspersum = Cantareus aspersus |                                |
|                      | Helix lucorum                       |                                |
|                      | Helix lutescens                     | [ 6 ]                          |
| (изображения)        | Helix pomatia                       | [ 6 ] [ 7 ] [ 8 ] [ 9 ] [ 10 ] |
|                      | Leptaxis nivosa и Leptaxis undata   | [ 11 ]                         |
|                      | Leptaxis erubescens (SEM)           | [ 11 ]                         |
|                      | Marmorana scabriuscula              |                                |
|                      | Marmorana serpentina                |                                |
|                      | Otala lactea                        |                                |
|                      | Theba pisana                        |                                |

#### Bradybaenidae
| Форма любовных стрел | Вид моллюсков              | Ссылки |
| -------------------- | -------------------------- | ------ |
|                      | Aegista vulgivaga          |        |
|                      | Bradybaena similaris (SEM) |        |
|                      | Euhadra amaliae            |        |
|                      | Euhadra quaesita           |        |
|                      | Euhadra sandai             |        |
|                      | Fruticicola fruticum       |        |

#### Helminthoglyptidae
| Форма любовных стрел | Вид моллюсков               | Ссылки |
| -------------------- | --------------------------- | ------ |
|                      | Helminthoglypta nickliniana |        |
|                      | Helminthoglypta tudiculata  |        |
|                      | Monadenia fidelis           |        |
|                      | Polymita picta              |        |
|                      | Xerarionta kellettii        |        |

#### Hygromiidae
| Форма любовных стрел | Вид моллюсков                                                                       | Ссылки |
| -------------------- | ----------------------------------------------------------------------------------- | ------ |
|                      | Cernuella cisalpina                                                                 |        |
|                      | Cernuella hydruntina                                                                |        |
|                      | Cernuella virgata                                                                   |        |
|                      | Helicella itala каждый моллюск этого вида имеет 2 стрелы                            |        |
|                      | Hygromia cinctella                                                                  |        |
|                      | Monachoides incarnatus = Perforatella incarnata                                     |        |
|                      | Monachoides vicinus (SEM)                                                           |        |
|                      | Perforatella bidentata                                                              |        |
|                      | Pseudotrichia rubiginosa                                                            |        |
|                      | Trochulus hispidus = Trichia hispida (SEM) каждый моллюск этих видов имеет 2 стрелы |        |
|                      | Trochulus striolatus = Trichia striolata каждый моллюск этих видов имеет 2 стрелы   |        |
|                      | Xeromunda durieui                                                                   |        |
|                      | Xerosecta cespitum                                                                  |        |
|                      | Xerotricha conspurcata                                                              |        |

#### Humboldtianidae
| Форма любовных стрел | Вид моллюсков                                                | Ссылки |
| -------------------- | ------------------------------------------------------------ | ------ |
|                      | Humboldtiana nuevoleonis (SEM) каждый моллюск имеет 2 стрелы |        |

#### Philomycidae
Семейство слизней
| Форма любовных стрел        | Вид моллюсков           | Ссылки        |
| --------------------------- | ----------------------- | ------------- |
| Стрела толстая и изогнутая. | Philomycus carolinianus | [ 12 ] [ 13 ] |
|                             | Philomycus togatus      | [ 14 ]        |
|                             | Philomycus virginicus   | [ 15 ]        |